# Hebei Football Club
O Hebei Football Club, anteriormente Hebei China Fortune Football Club (chinês simplificado: 河北中基; pronúncia-se: Héběi Zhōngjī), foi um clube de futebol sediado em Qinhuangdao, na China.

## História
O Hebei Zhongji foi fundado em 28 de maio de 2010 pela associação de futebol de Hebei e pelo Grupo Hebei Zhongji, que prometeu investir 3 milhões de Yuan por temporada, durante 4 temporadas.  Eles registraram o clube na China League Two, terceira divisão do Campeonato Chinês, como Hebei Yili Shanzhuang (chinês simplificado: 河北 依林 山庄) por razões de patrocínio na temporada de 2011. Eles não conseguiram avançar para os play-offs depois de terminar em quinto lugar na fase de grupos.
Em 17 de outubro de 2011, a relação de cooperação entre Hebei FA e o Grupo Hebei Zhongji foi dissolvida e o grupo milionário assumiu a propriedade do clube. 
No o início da temporada de 2012, o Hebei Zhongji terminou em primeiro lugar no Grupo Norte, com 18 vitórias, 5 empates e apenas uma derrota, no entanto, eles foram eliminados nas quartas-de-final dos play-offs pelo Hubei Huakaier, com o placar de 1-1, mas perdendo na regra do gol fora de casa.
No dia 16 de agosto de 2013, Guo Ruilong foi trazido para treinar a equipe para o resto da temporada, no entanto, durante seu breve mandato no clube ele rapidamente levou o time a promoção sendo vice-campeão no final da campanha.  Huang Yang foi trazido para treinar a equipe durante a entressafra, enquanto em 26 de dezembro de 2013, o clube anunciou que o uruguaio Nelson Agresta seria o primeiro técnico estrangeiro do clube. Devido à problemas financeiros, o clube foi extinto em 29 de março de 2023, sendo que a última temporada que disputaram no futebol chinês foi em 2022.

## Proprietários e nomes
| Ano       | Proprietário        | Nome do clube                     | Nome por patrocínio   |
| --------- | ------------------- | --------------------------------- | --------------------- |
| 2011      | Hebei Zhongji Group | Hebei Zhongji Football Club       | Hebei Yilinshanzhuang |
| 2012–2014 | Hebei Zhongji Group | Hebei Zhongji Football Club       |                       |
| 2015      | China Fortune Land  | Hebei Zhongji Football Club       | Hebei China Fortune   |
| 2016–2020 | China Fortune Land  | Hebei China Fortune Football Club |                       |
| 2021–2022 | Hebei Football Club | Hebei Football Club               |                       |

## Elenco atual
Última atualização: 19 de novembro de 2019.
Legenda
- : Capitão
- : Jogador suspenso
- : Jogador lesionado

## Uniformes

### 1º uniforme
| 2020 | 2019 | 2018 | 2017 |

### 2º uniforme
|  |  |  |  |  |  |  |  |  |  |  |  |  |  |  |  |  |  |  |  |  |  |  |  |  |  | 2019 | 2018 | 2017 |

## Treinadores
| Nacionalidade | Treinador         | Duração                | Duração                | Maneira da saída |
| Nacionalidade | Treinador         | Início                 | Fim                    | Maneira da saída |
| ------------- | ----------------- | ---------------------- | ---------------------- | ---------------- |
| China         | Wei Yuanhao       | 28 de maio de 2010     | 13 de outubro de 2011  | Mútuo consenso   |
| China         | Zhang Yandong     | 14 de outubro de 2011  | 15 de agosto de 2013   | Mútuo consenso   |
| China         | Guo Ruilong       | 16 de agosto de 2013   | 3 de dezembro de 2013  | Mútuo consenso   |
| China         | Huang Yang        | 4 de dezembro de 2013  | 25 de dezembro de 2013 | Mútuo consenso   |
| Uruguai       | Nelson Agresta    | 26 de dezembro de 2013 | 14 de agosto de 2014   | Demitido         |
| Uruguai       | Alejandro Larrea  | 14 de agosto de 2014   | 31 de dezembro de 2014 | Mútuo consenso   |
| Sérvia        | Radomir Antić     | January 27, 2015       | 18 de agosto de 2015   | Mútuo consenso   |
| China         | Li Tie            | 18 de agosto de 2015   | 27 de agosto de 2016   | Demitido         |
| Chile         | Manuel Pellegrini | 27 de agosto de 2016   | 19 de maio de 2018     | Mútuo consenso   |
| País de Gales | Chris Coleman     | 10 de junho de 2018    | 15 de maio de 2019     | Demitido         |
| China         | Xie Feng          | 15 de maio de 2019     | 28 de março de 2021    | Mútuo consenso   |
| Coreia do Sul | Kim Jong-boo      | 28 de março de 2021    | 16 de dezembro de 2022 | Mútuo consenso   |

## Títulos e campanhas
Liga
- China League One[6]

Vice-campeão (1): 2015
- China League Two

Vice-campeão (1): 2013

## Temporadas
Todas as temporadas que a equipe disputou. Atualizado ao fim da temporada 2015.
| Ano  | Div | J  | V  | E  | D  | GP | GC | SG  | Pts  | Pos. | Copa da China | Supercopa da China | AFC | Média de público | Estádio                            |
| ---- | --- | -- | -- | -- | -- | -- | -- | --- | ---- | ---- | ------------- | ------------------ | --- | ---------------- | ---------------------------------- |
| 2011 | 3   | 14 | 4  | 4  | 6  | 14 | 16 | -2  | 16   | 5 1  | DNE           | DNQ                | DNQ |                  | Yutong International Sports Center |
| 2012 | 3   | 26 | 18 | 7  | 1  | 50 | 11 | 39  | 59 2 | 6    | R2            | DNQ                | DNQ | 4,783            | Yutong International Sports Center |
| 2013 | 3   | 19 | 11 | 4  | 4  | 40 | 13 | 27  | 27 2 | VC   | R2            | DNQ                | DNQ |                  | Yutong International Sports Center |
| 2014 | 2   | 30 | 6  | 11 | 13 | 31 | 54 | -23 | 29   | 14   | R2            | DNQ                | DNQ | 6,239            | Yutong International Sports Center |
| 2015 | 2   | 30 | 18 | 6  | 6  | 53 | 30 | 23  | 60   | VC   | R4            | DNQ                | DNQ | 7,796            | Qinhuangdao Stadium                |

- ↑1  No Grupo do Norte.   ↑2  Na fase de grupos.